# Galactosemie
Galactosemie is een zeldzame autosomaal recessieve erfelijke suikerstofwisselingsziekte met als oorzaak de afwezigheid van galactose-1-fosfaat uridyltransferase (enzym) waardoor galactose-1-fosfaat niet kan worden omgezet naar glucose-1-fosfaat.
Er spelen ook nog andere factoren een rol:
- defect ter hoogte van het galactokinase (enzymactivator)
- auto-intoxicatie = vorming van galactose-1-fosfaat vanuit glucose via epimerasereactie
- aanwezigheid van galacticol in het plasma
- deficiëntie van UDP-galactose (UDP= uridine-di-fosfaat)

Het pathogenetisch mechanisme is gelijk aan dat van fenylketonurie, dat wil zeggen er is bij galactosemie ook een opstapeling van een toxische metaboliet in de weefsels nl. galactose-1-fosfaat, maar de opgestapelde metaboliet is veel toxischer dan bij fenylketonurie. Er zijn ook vroegere ziektetekens en er is een aantasting mogelijk van meerdere organen: hersenen, lever, nieren, darmen.
Symptomen treden op in de tweede helft van de eerste levensweek en bestaan uit:
- voedselweigering, braken, icterus (geelzucht), lethargie (slaapzucht), hypotonie, oedeem
- overlijden kan door leverfalen, nierinsufficiëntie
- laattijdige complicaties zijn mentale retardatie, levercirrose, renale tubulopathie, cataract
- bij vrouwen kunnen er problemen zijn met de vruchtbaarheid

De behandeling behelst een levenslang dieet vrij van lactose (lactose is melksuiker dat onder invloed van lactase splitst in glucose en galactose)